# 全国公正取引協議会連合会
一般社団法人全国公正取引協議会連合会（ぜんこくこうせいとりひききょうぎかいれんごうかい）は、日本の公正取引協議会の組織で構成される業界団体。元内閣府公正取引委員会所管。

## 概要
- 所在：東京都港区虎ノ門1-15-12
- 設立：1984年4月1日
- 会長：柵山正樹

## 協議会
食品一般
- 全国飲用牛乳公正取引協議会
- はっ酵乳、乳酸菌飲料公正取引協議会
- 殺菌乳酸菌飲料公正取引協議会
- チーズ公正取引協議会
- アイスクリーム類及び氷菓公正取引協議会
- 全国はちみつ公正取引協議会
- 全国ローヤルゼリー公正取引協議会
- 全国うに食品公正取引協議会
- 全国辛子めんたいこ食品公正取引協議会
- 全国削節公正取引協議会
- 食品のり公正取引協議会
- 全国食品缶詰公正取引協議会
- 全国トマト加工品業公正取引協議会
- 全国粉わさび公正取引協議会
- 全国生めん類公正取引協議会
- 日本即席食品工業公正取引協議会
- 全国ビスケット公正取引協議会
- 全国チョコレート業公正取引協議会
- チョコレート利用食品公正取引協議会
- 全国チューインガム業公正取引協議会
- 凍豆腐製造業公正取引協議会
- 全国味噌業公正取引協議会
- 醤油業中央公正取引協議会
- 日本ソース業公正取引協議会
- 全国食酢公正取引協議会
- カレー業全国公正取引協議会
- 果実飲料公正取引協議会
- 全国コーヒー飲料公正取引協議会
- 全日本コーヒー公正取引協議会
- 日本豆乳公正取引協議会
- マーガリン公正取引協議会
- 全国観光土産品公正取引協議会
- ハム・ソーセージ類公正取引協議会
- 日本パン公正取引協議会
- 全国食肉公正取引協議会
- 全国ドレッシング類公正取引協議会
- もろみ酢公正取引協議会
- 食用塩公正取引協議会

酒類
- 日本ワイナリー協会
- ビール酒造組合
- 日本洋酒輸入協会
- 日本洋酒酒造組合
- 日本酒造組合中央会
- 日本蒸留酒酒造組合
- 全国小売酒販組合中央会

身のまわり品
- 全国帯締め羽織ひも公正取引協議会
- 眼鏡公正取引協議会

家庭用品 　 　
- 全国家庭電気製品公正取引協議会

医薬品・化粧品等  　 　
- 医療用医薬品製造販売業公正取引協議会
- 医療用医薬品卸売業公正取引協議会
- 化粧品公正取引協議会
- 化粧石けん公正取引協議会
- 洗剤・石けん公正取引協議会
- 歯磨公正取引協議会
- 防虫剤公正取引協議会

出版物等 　 　
- 新聞公正取引協議会
- 出版物小売業公正取引協議会
- 雑誌公正取引協議会

自動車等 　 　
- 自動車公正取引協議会
- タイヤ公正取引協議会
- 農業機械公正取引協議会

不動産 　  　
- 不動産公正取引協議会連合会
- 北海道不動産公正取引協議会
- 東北地区不動産公正取引協議会
- 首都圏不動産公正取引協議会
- 東海不動産公正取引協議会
- 北陸不動産公正取引協議会
- 近畿地区不動産公正取引協議会
- 中国地区不動産公正取引協議会
- 四国地区不動産公正取引協議会
- 九州不動産公正取引協議会

サービス業 　 　
- 旅行業公正取引協議会
- 全国銀行公正取引協議会
- 指定自動車教習所公正取引協議会

その他 　 　
- 写真機類卸売業公正取引協議会
- 写真機類小売業公正取引協議会
- ペットフード公正取引協議会
- 全国釣竿公正取引協議会
- 鍵盤楽器公正取引協議会
- 衛生検査所業公正取引協議会
- スポーツ用品公正取引協議会
- 日本記録メディア製品公正取引協議会
- 医療機器業公正取引協議会